# Jimmy Arias
Jimmy Arias (Grand Island, Nova York, 16 d'agost de 1964) és un ex-tennista estatunidenc dels anys 80 i 90. El seu fet més destacat fou la consecució de la medalla de bronze olímpica a Los Angeles 1984 en individuals (medalla no oficial en ser esport de demostració).

## Torneigs de Grand Slam

### Dobles mixts: 1 (1−0)
| Resultat   | Núm. | Any  | Torneig       | Parella       | Oponents                | Marcador |
| ---------- | ---- | ---- | ------------- | ------------- | ----------------------- | -------- |
| Guanyadora | 1.   | 1981 | Roland Garros | Andrea Jaeger | Betty Stöve Fred McNair | 7−6, 6−4 |

## Biografia
Arias treballa actualment com a ajudant d'entrenador de l'equip de tennis de la University of South Florida de Tampa. També realitza tasques de comentarista i analista per la ESPN International i Tennis Channel, anteriorment també per NBC Sports, Rogers Sportsnet i CBC.

## Palmarès: 5 (5−0)

### Individual: 16 (5−11)
| Llegenda (pre/post 2009)                                 |
| -------------------------------------------------------- |
| Grand Slams (0−0)                                        |
| Tennis Masters Cup / ATP Finals (0−0)                    |
| ATP Masters Series / ATP World Tour Masters 1000 (1−0)   |
| ATP International Series Gold / ATP World Tour 500 (0−1) |
| ATP International Series / ATP World Tour 250 (4−4)      |

| Títols per superfície |
| --------------------- |
| Dura (0−1)            |
| Gespa (0−0)           |
| Terra batuda (5−4)    |

| Resultat  | Núm. | Data                   | Torneig                     | Superfície   | Oponent en la final   | Marcador              |
| --------- | ---- | ---------------------- | --------------------------- | ------------ | --------------------- | --------------------- |
| Finalista | 1.   | 19 de juliol de 1982   | Washington DC, Estats Units | Terra batuda | Ivan Lendl            | 3−6, 3−6              |
| Finalista | 2.   | 2 d'agost de 1982      | Indianapolis, Estats Units  | Terra batuda | José Higueras         | 5−7, 7−5, 3−6         |
| Guanyador | 1.   | 18 d'octubre de 1982   | Tòquio, Japó                | Terra batuda | Dominique Bedel       | 6−2, 2−6, 6−4         |
| Guanyador | 2.   | 9 de maig de 1983      | Florència, Itàlia           | Terra batuda | Francesco Cancellotti | 6−4, 6−3              |
| Guanyador | 3.   | 16 de maig de 1983     | Roma, Itàlia                | Terra batuda | José Higueras         | 6−2, 6−7(3), 6−1, 6−4 |
| Guanyador | 4.   | 1 d'agost de 1983      | Indianapolis                | Terra batuda | Andrés Gómez          | 6−4, 2−6, 6−4         |
| Finalista | 3.   | 11 de juliol de 1983   | Boston, Estats Units        | Terra batuda | José Luis Clerc       | 3−6, 1−6              |
| Finalista | 4.   | 18 de juliol de 1982   | Washington DC (2)           | Terra batuda | José Luis Clerc       | 3−6, 6−3, 0−6         |
| Guanyador | 5.   | 12 de setembre de 1983 | Palerm, Itàlia              | Terra batuda | José Luis Clerc       | 6−2, 2−6, 6−0         |
| Finalista | 5.   | 29 d'abril de 1985     | Las Vegas, Estats Units     | Dura         | Johan Kriek           | 6−4, 3−6, 4−6, 2−6    |
| Finalista | 6.   | 20 de maig de 1985     | Florència                   | Terra batuda | Sergio Casal          | 6−3, 3−6, 2−6         |
| Finalista | 7.   | 14 d'octubre de 1985   | Tòquio                      | Dura         | Scott Davis           | 1−6, 6−7(3)           |
| Finalista | 8.   | 20 d'abril de 1987     | Montecarlo, Mònaco          | Terra batuda | Mats Wilander         | 6−4, 5−7, 1−5, 3−6    |
| Finalista | 9.   | 25 d'abril de 1988     | Charleston, Estats Units    | Terra batuda | Andre Agassi          | 2−6, 2−6              |
| Finalista | 10.  | 5 de gener de 1990     | Adelaida, Austràlia         | Dura         | Thomas Muster         | 6−3, 2−6, 5−7         |
| Finalista | 11.  | 6 de maig de 1991      | Charlotte, Estats Units     | Terra batuda | Jaime Yzaga           | 3−6, 5−7              |

### Dobles: 1 (0−1)
| Llegenda (pre/post 2009)                                 |
| -------------------------------------------------------- |
| Grand Slams (0−0)                                        |
| Tennis Masters Cup / ATP Finals (0−0)                    |
| ATP Masters Series / ATP World Tour Masters 1000 (0−0)   |
| ATP International Series Gold / ATP World Tour 500 (0−0) |
| ATP International Series / ATP World Tour 250 (0−1)      |

| Títols per superfície |
| --------------------- |
| Dura (0−1)            |
| Gespa (0−0)           |
| Terra batuda (0−0)    |

| Resultat  | Núm. | Data                 | Torneig      | Superfície | Parella     | Oponents en la final | Marcador |
| --------- | ---- | -------------------- | ------------ | ---------- | ----------- | -------------------- | -------- |
| Finalista | 1.   | 13 d'octubre de 1986 | Tòquio, Japó | Dura       | Greg Holmes | Matt Anger Ken Flach | 2−6, 3−6 |

## Guardons
- ATP Most Improved Player (1983)